# Magnus Jonsson (Fußballspieler)
Magnus Jonsson (* 23. September 1977) ist ein schwedischer Fußballspieler. Der Torwart stieg mit BK Häcken 2004 in die Allsvenskan auf und bestritt anschließend acht Erstligaspiele, ab 2007 war er häufiger vereinslos.

## Werdegang
Jonsson begann mit dem Fußballspielen bei Gunnilse IS. Beim Göteborger Klub rückte er 1997 in den Kader der zweitklassig antretenden Männermannschaft auf. Nachdem er mit dem Verein am Ende der Zweitligaspielzeit 2000 als Tabellenletzter abgestiegen war, schloss er sich ein Jahr später dem Lokalrivalen BK Häcken an, der aus der Allsvenskan abgestiegen war.
Bei BK Häcken kämpfte Jonsson mit Christoffer Källqvist um den Stammplatz zwischen den Pfosten. Das Duell konnte er in weiten Teilen für sich entscheiden und in der Zweitligaspielzeit 2003 kam er in 23 der 30 Saisonspiele zum Einsatz. Anschließend verdrängte ihn sein Konkurrent, so dass er in der folgenden Spielzeit nur mit einem Saisoneinsatz zum Wiederaufstieg des Klubs in die Allsvenskan beitrug. Hier blieb er eine weitere Spielzeit als Ersatzmann, ehe er Ende 2005 dem Klub den Rücken kehrte.
Jonsson heuerte zur Zweitligaspielzeit 2006 bei IFK Norrköping an. Mit der von Mats Jingblad betreuten Mannschaft verpasste er als Tabellenvierter knapp einen Aufstiegsplatz. Daraufhin zog er eine vertraglich vereinbarte Option, die ihm die Vertragsauflösung ermöglichte.
Nachdem seinem ehemaligen Klub BK Häcken in der folgenden Spielzeit verletzungsbedingt die Torhüter ausfielen, sprang er ein und bestritt zwei weitere Spiele für den Klub. Im Juli lief er einmal für seinen Heimatklub Gunnilse IS auf, ehe er im Oktober von Hammarby IF für den UEFA-Pokal verpflichtet wurde, da sich dort mit Erland Hellström und Benny Lekström die beiden regulären Torhüter verletzt hatten. Sein Vertrag war nur für das Europapokalrundenspiel gegen den portugiesischen Klub Sporting Braga gültig.
Anschließend blieb Jonsson vertraglos, ehe er im November 2008 einen ab der Erstliga-Spielzeit 2009 gültigen Vertrag bei  GAIS unterschrieb. Beim Göteborger Klub wurde er Ersatzmann des vormaligen Nationaltorhüters Dime Jankulovski. Bei der 2:4-Niederlage im Pokalspiel gegen Landskrona BoIS im April 2009 kam er zu seinem Pflichtspieldebüt, in der Liga saß er regelmäßig lediglich auf der Ersatzbank und blieb ohne Spieleinsatz. 2010 verpflichtete der Klub mit dem Finnen Henri Sillanpää einen weiteren Torhüter, so dass er in der Rangfolge weiter abstieg. Nach Ablaufen seines Vertrages Ende 2010 war er vereinslos.